# Notharchus tectus
El buco pío,  buco pinto, chacurú de pecho blanco, chacurú pechiblanco, juancito negro, bobo coronado, buco enano y buco pío mayor  (Notharchus tectus) es una especie de ave piciforme de la familia Bucconidae que vive en Sudamérica.

## Descripción
El buco pío mide unos 15 cm de largo y pesa alrededor de 27 g. Como su propio nombre indica su plumaje es blanco y negro. Sus partes superiores son principalmente negras y sus partes inferiores principalmente blancas. Tiene listas oculares y lorales negras, y una banda negra que rodea la parte superior de su pecho a modo de collar. Su pico es robusto y también negro. Los juveniles tienen las partes superiores negro parduzcas, con manchas de color blanco anteado en las coberteras alares.

## Distribución y hábitat
Se encuentra en las selvas húmedas tropicales de regiones bajas de Bolivia, Brasil, Colombia, Costa Rica, Ecuador, la Guayana francesa, Guyana, Panamá, Perú, Surinam y Venezuela.